# Cenarrhenes nitida
Cenarrhenes es un género monotípico de árbol de la familia de las proteáceas. Su única especie, Cenarrhenes nitida, es un endemismo de  Australia.

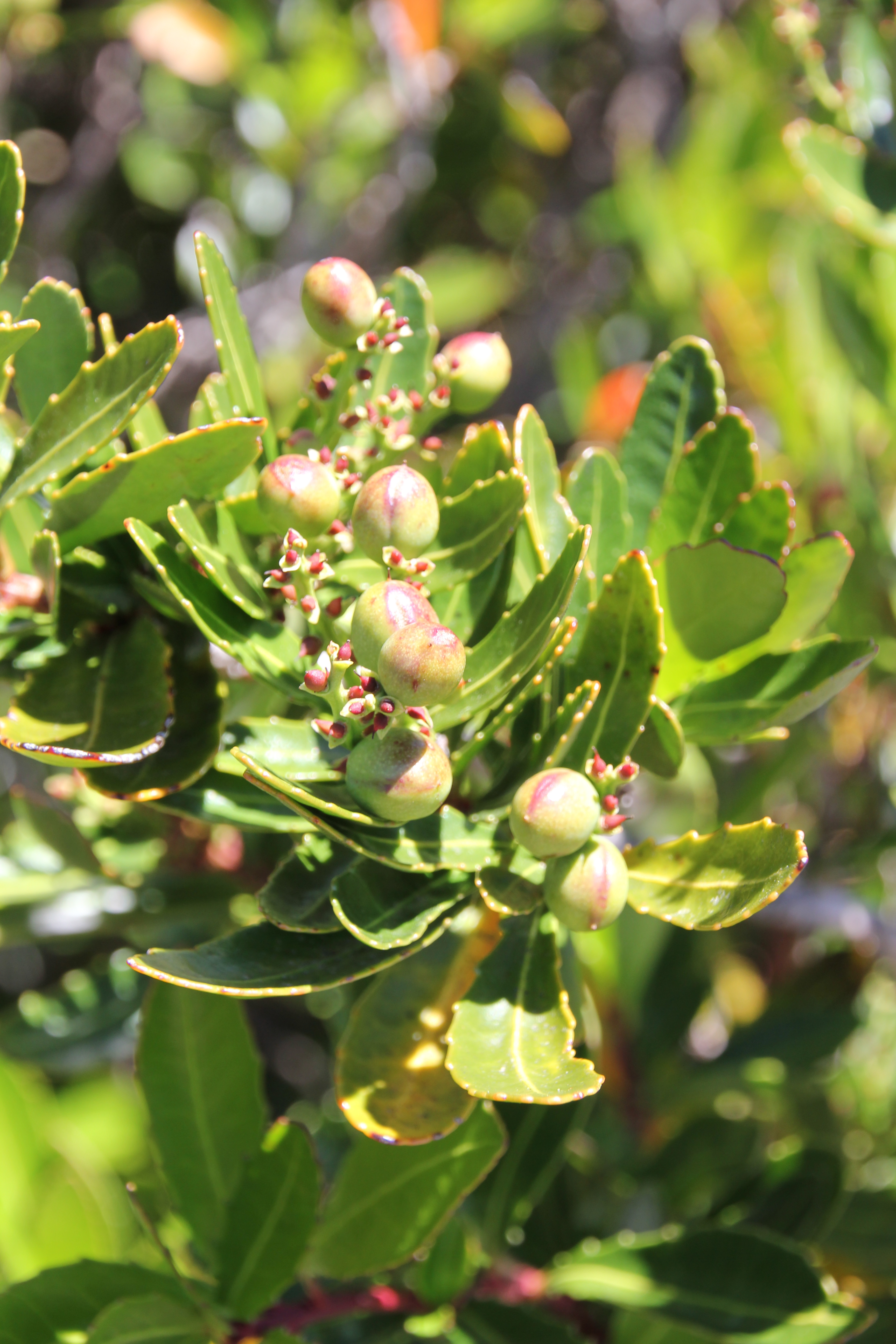
Frutos

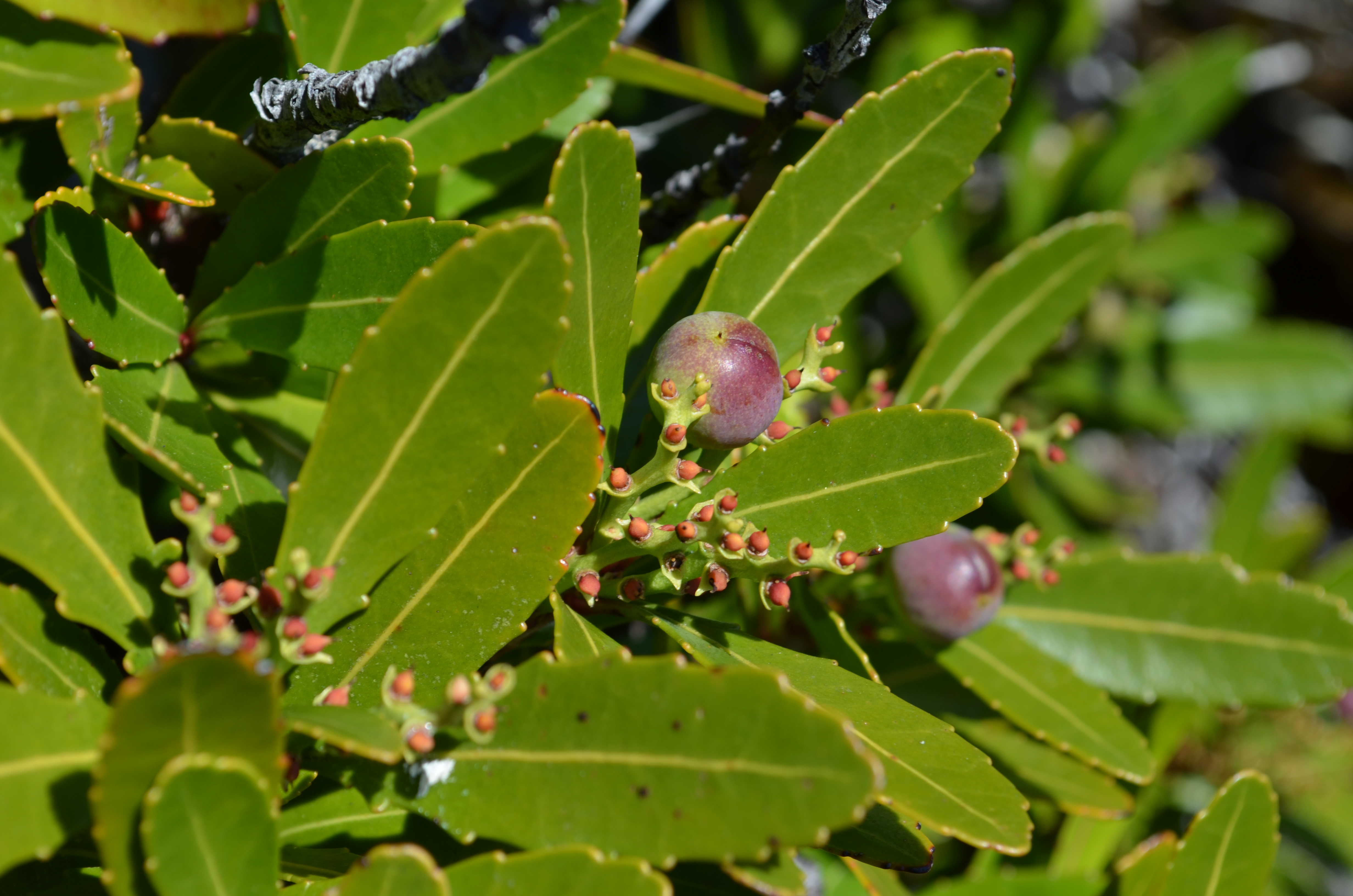
Hojas

## Descripción
Cenarrhenes nitida forma un arbusto erecto o pequeño árbol cuya altura varía de 10 m   en sitios protegidos, como las selvas tropicales a los 2 m  en sitios expuestos. Sus hojas, que son aproximadamente de 8 a 12 cm de largo, son gruesas, sin brillo y sin pelo con un borde serrado limpiamente y punta redondeada. Están unidas al vástago a través de un tallo corto. Las hojas se extienden a lo largo de las ramas y tienen un olor rancio  nauseabundo cuando se aplastan, lo que ayuda a distinguirla de Anopterus glandulosus (Escalloniaceae) que parece similar pero carece de olor y las hojas son a menudo más perdurables y están dispuestas en falsos verticilos. El Las hojas se tornan de color negro cuando se secan.
El fruto de Cenarrhenes nitida es una drupa carnosa que se parecen mucho a las ciruelas comerciales del género Prunus. Los frutos son más o menos 1,5 cm de tamaño, pero pueden llegar hasta 3 cm. Tienen una piel lisa, de color morado oscuro, comestible, pero calcáreo con degustación de carne rosa blanca y una gran piedra en el centro. Al igual que las ciruelas, la fruta tiene una ranura corriendo por un lado de la fruta y una fina capa de polvo sobre la piel dándole un color azulado que se elimina fácilmente por frotamiento. La fruta madura en otoño de marzo a mayo.
Las flores se producen a principios de verano, de noviembre a diciembre y son pequeñas, simétricas, y sin perfume. Cada flor tiene cuatro  pétalos carnosos que se curvan hacia atrás cuando está abierta. Las flores cerradas tienen puntas de color rosa, pero a su vez todo es blanco cuando está abierta. Las flores no tienen pecíolo y están dispuestas en espigas leñosas que son más cortas que las hojas. Las flores son polinizadas por insectos y tienen cuatro  estambres amarillo crema.   A menudo, solo 1-3 flores por tallo se desarrollarán en  fruta madura con el resto formando bolas leñosas raquíticas.

## Distribución
Cenarrhenes nitida es endémica al sur y oeste de Tasmania y algunas de sus islas, creciendo a una altitud de 800 m, en los márgenes de la zona alpina. Se presenta con mayor frecuencia como un sotobosque de árboles para pequeños arbusto en bosques húmedos esclerófilos y selva tropical con suelos pobres y ocasionalmente en brezo, hierba pasto y matorrales.

## Taxonomía
Cenarrhenes nitida fue descrito por Jacques Julien Houtton de La Billardière y publicado en Novae Hollandiae Plantarum Specimen 1: 36. 1805.